# Hipohondrija
Hipohondrija je sinonim za namišljeno bolezen, bolezenski strah pred boleznimi, ki obstajajo zgolj v bolnikovi domišljiji.
Starogrško: Hypohondros dobesedno pomeni »pod rebri«, saj so v antiki zdravilci mislili, da je to telesna bolezen notranjih organov, še posebno zgornjih prebavil, jeter in predvsem organov, ki jih sicer ne moremo otipati zaradi prsnega koša, lobanje itd. Proti koncu 19. stoletja so v moderni psihiatriji začeli hipohondrijo šteti za obliko nevrastenije in ne več za samostojno bolezen. Hipohondrija obsega tesnobe in pretirano pozornost nad najmanjšimi spremembami v telesu (če imamo po dolgem sedenju mravljince v nogi ali pa če nam za hip otrpne roka, zaradi majhnega glavobola ali vetrov). Pretirane zaskrbljenosti, ki se pojavljajo v dolgotrajnih trdovratnih hipohondrijah, nekateri zdravniki prištevajo celo k shizofrenijam.